# Epinephelus awoara
Epinephelus awoara és una espècie de peix de la família dels serrànids i de l'ordre dels perciformes.

## Morfologia
Els mascles poden assolir els 60 cm de longitud total.

## Distribució geogràfica
Es troba a Corea, Japó, Taiwan, Xina, Vietnam i illes del Mar de la Xina Meridional.